# 多賀郷
多賀郷（たがごう、たがのごう）は、日本の陸奥国宮城郡にあった郷で、現在の宮城県多賀城市を中心とする。離れた二つの時代にあり、奈良時代から平安時代の多賀郷は、宮城郡を構成する10郷の一つ。戦国時代の多賀郷は、当時の小大名留守氏の支配域にかかる宮城郡北東部を指し、またそのうち中心的な町であった洞ノ口（現在の仙台市宮城野区岩切洞ノ口）をも指した。

## 奈良時代・平安時代の郷
『倭名類聚抄』が宮城郡の郷を列挙する中に見える。多賀郷は多賀城と同じ地名を持つが、この由来には二説ある。一つは、常陸国の多珂郡（後に多賀郡）に由来し、その地からの移民が中心になって作った郷だとするもの。多賀城の城外の町からは「多珂」と書かれた木簡が出土ている。もう一つは、多賀（たが）と多珂（たか）は異なる地名で、多賀はめでたい意味で付けられた瑞祥地名だとする説である。
一時的だが、陸奥国には郡司を欠く権郡（臨時の郡）として多賀郡が置かれ、延暦4年（785年）4月7日に正規の郡になった。存続期間は不明だが、その間多賀郷は多賀郡に属したと考えられる。

## 戦国時代の多賀郷
文明3年（1471年）が、室町・戦国時代に多賀郷という呼び名が現われたはじまりである。そこでは現在の多賀城市内の八幡地区について、宮城郡多賀郷59郷のうち八幡郷と表現されていた。この後戦国時代を通じて多賀郷という呼び方が用いられた。正確な範囲は不明だが、鎌倉時代に多賀国府域とは異なる地方単位をなしていた八幡荘の中心部まで含んでいる。八幡荘を支配した八幡氏と多賀国府周辺を支配した留守氏は南北朝時代にしばしば対立しており、その後に八幡氏が服属したという経緯があった。そのため多賀郷という地域名は、戦国時代の留守氏の領地・勢力圏を指すものとして生まれた可能性が指摘されている。
これと別に、江戸時代前期の仙台藩による調査に対し、付近の住民はみなかつての多賀郷は洞ノ口にあったと答えた。洞ノ口は多賀国府域の中にあって中世に大きな町があり、国府が位置していたとも考えられる場所である。広い多賀郷と、その中心的な町である多賀郷町と、広狭二種の多賀郷があったことになろう。